# Rabula morosa
Rabula morosa är en skalbaggsart som beskrevs av Louis Albert Péringuey 1902. Rabula morosa ingår i släktet Rabula och familjen Melolonthidae. Inga underarter finns listade i Catalogue of Life.